# Bunny Man

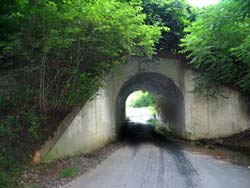
Most, w pobliżu którego rzekomo można spotkać Bunny Mana.

Bunny Man (z ang. Człowiek-królik) – rzekomy seryjny morderca z amerykańskiej legendy miejskiej, postać ze współczesnego folkloru. W zależności od wersji legendy jest: bezdomnym lub chorym psychicznie mężczyzną w stroju królika, duchem, kimś ubranym w królicze futra albo osobą, która mordowała i wieszała dzieci, ponieważ ich nie lubiła.
Z Bunny Manem były powiązane morderstwa: zabójstwo Evy Roy w 1918 roku, morderstwo Minnie, Loretty i Catherine Ridgeway w 1927 roku oraz zabójstwo Francesa i June Holoberów w 1949 roku.

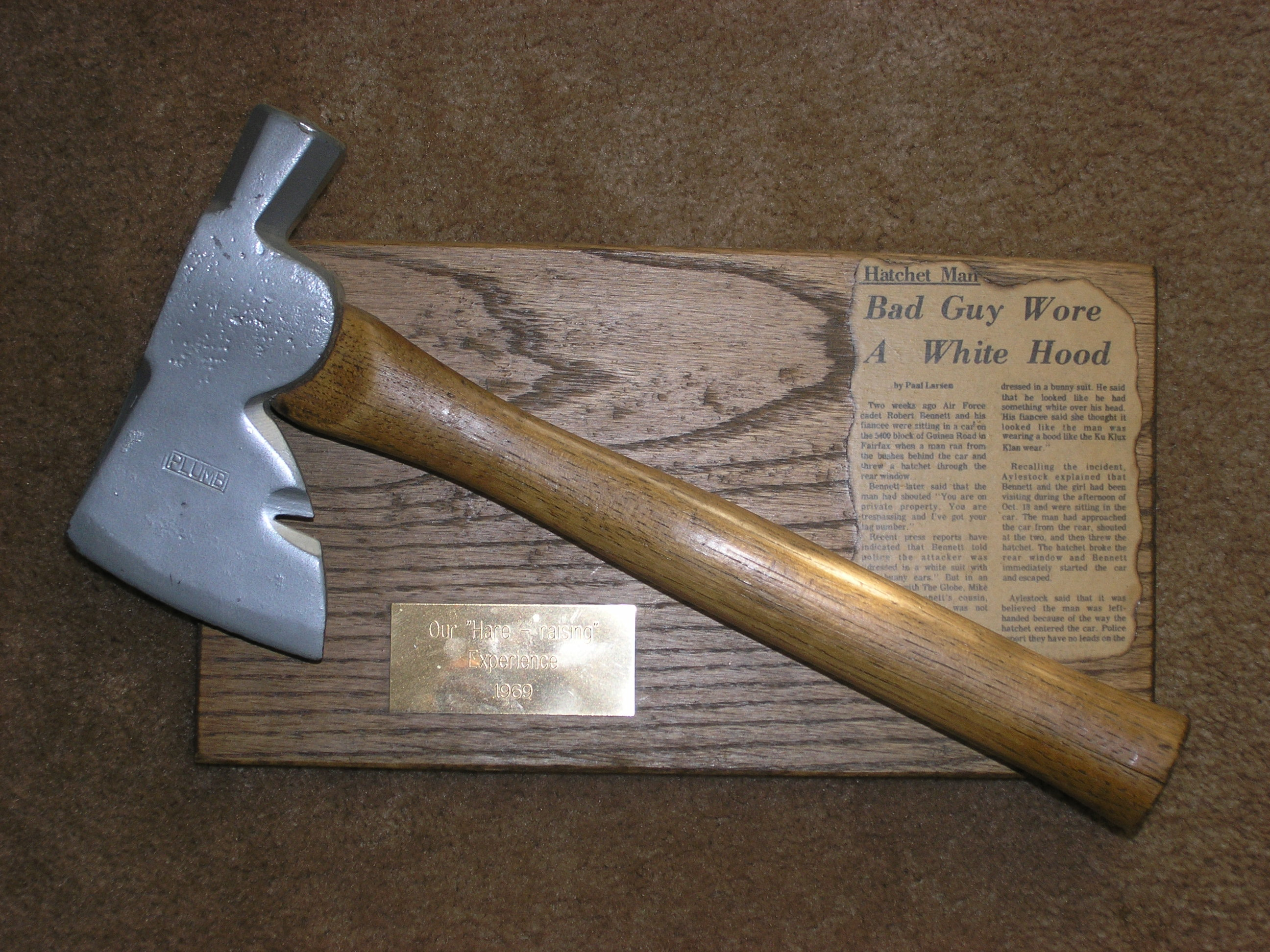
Toporek użyty przez prawdziwego Bunny Mana w 1970.

## Pochodzenie i historia legendy
Legenda o Bunny Manie jest najprawdopodobniej wzorowana na wydarzeniach kryminalnych z hrabstwa Fairfax w Wirginii. Od Halloween w roku 1970 w lokalnej prasie zaczęły pojawiać się wzmianki o mężczyźnie w stroju białego (lub biało-szaro-czarnego) królika z dwoma długimi uszami. Ów człowiek dopuszczał się takich czynów jak rzucanie toporkami w okna samochodów czy dewastowanie siekierą jednego z miejscowych domów.
Legenda miejska przez ponad 25 lat krążyła jedynie w postaci ustnej wśród miejscowej młodzieży, lecz w 1999 roku opisano ją w Internecie na stronie castleofspirits.com. Według źródła historia Bunny Mana sięga aż 1903 roku. Historia ze strony wiąże Bunny Mana z serią brutalnych morderstw popełnionych przy Bunny Man Bridge i utożsamia go z Douglasem J. Grifonem – rzekomym uciekinierem ze szpitala psychiatrycznego.

## Wpływ na kulturę
Na podstawie owej legendy powstała creepypasta, która doczekała się tłumaczenia na język polski. Bunny Man jest także tytułowym bohaterem trylogii slasherów, w której skład wchodzą: Bunnyman, Bunnyman 2 (znanego również jako Bunnyman Massacre lub The Bunnyman Massacre) i Bunnyman Vengeance.